# Ilhas Virgens Americanas nos Jogos Pan-Americanos de 2011
As Ilhas Virgens Americanas participaram dos Jogos Pan-Americanos de 2011 em Guadalajara, no México. Foi a 11ª aparição do país em Jogos Pan-Americanos.